# Михалевич Вероніка
Михалевич Вероніка (1910 — 1972) — українська поетеса та громадський діяч.

## З біографії
Народилася 15 березня 1910 року на хуторі Обітоки (зараз під водами Інгульця) Олександрійського повіту на Херсонщині. Походить з родини поміщиків, коріння по батьку — священослужителі Волині, по матері — оборонці Батурина. В Києві навчалась в Інституті народного господарства.
У 1931 році разом із родиною (братом Михайлом та мамою) втекла з СРСР на Захід, перепливши річку Дністер на кордоні з Румунією.
Навчалася в Празі. 1933 року одружилася з полковником Василем Филоновичем, у подружжя народився син Василь. Була одним з фундаторів Музею визвольної боротьби України в Празі, разом з чоловіком вносила пожертви на будівництво приміщення для нього.
Брала участь у боротьбі за Карпатську Україну — служила сестрою-жалібницею у військовому шпиталі м. Хуста.
Після Другої світової війни разом з чоловіком оселилася в США.
Померла 28 травня 1972 року в місті Сент-Пол (США).

## Творчість
Автор віршів, історичних нарисів та казок для дітей. Друкувалася в журналах — неперіодичному військово-громадської думки «Гуртуймося» (Чехія), дитячому українському «Веселка» (США) та інших виданнях.